# Monsieur Malaussène
Monsieur Malaussène est un roman policier de Daniel Pennac, paru en 1995. Il s'agit du quatrième tome de la Saga Malaussène.

## Résumé
Cette fois Benjamin Malaussène attend un enfant : Julie est enceinte ! Tandis que l'inspecteur Van Thian vient de mourir, sa fille Gervaise, religieuse qui s'occupe de prostituées et inspectrice, fait enfin son apparition. D'autres personnages apparaissent comme Cissou la neige (serrurier et ami de Gervaise), Clément Clément surnommé Graine d'huissier, Suzanne les yeux bleus, qui dirige un cinéma au bord de la démolition : le Zèbre, Matthias Fraenkhel le gynécologue de Julie, son père Job et sa mère Liesl, Barnabooth artiste escamoteur ami d'enfance de Julie (et fils de Matthias Fraenkel), Postel-Wagner, un médecin légiste, Titus et Silistri (inspecteurs amis de Gervaise), le gendre du divisionnaire Coudrier : le divisionnaire Legendre.
Dans ce tome, l'histoire se partage entre le quartier de Belleville et le Vercors natal de Julie.
Jeremy le petit frère quant à lui s'intéresse au théâtre et aux romans, poussé par la reine Zabo qui veut faire de lui un grand écrivain. Il raconte aussi la détention de Benjamin. En effet, celui-ci est accusé de 21 meurtres, tous ceux depuis le début de la saga ! Tandis que Sinclair refait son apparition pour demander à Benjamin s'il est devenu un tueur sanguinaire après avoir reçu les organes du tueur Krämer (voir La Petite Marchande de prose) ainsi que Lehmann pour la pièce de théâtre de Jeremy, Cissou se suicide, Julie doit avorter, la mère Malaussène revient, Job fait don d'un film : Le film Unique, les prostituées de Gervaise se font enlever et tuer, Job et Matthias explosent dans leur maison du Vercors, Clément meurt, Coudrier part à la retraite et Gervaise tombe enceinte...